# Пачеко, Даниэль
Даниэ́ль Паче́ко Лоба́то (исп. Daniel Pacheco Lobato; 5 января 1991, Писарра) — испанский футболист, полузащитник польского клуба «Висла (Плоцк)».

## Карьера

### Ливерпуль
Воспитанник «Барселоны», играл в детских и юношеских командах клуба на позициях нападающего и атакующего полузащитника; его отличали умелый дриблинг и исполнение штрафных ударов. За хорошую реализацию голевых моментов получил прозвище «Убийца». Летом 2007 года Пачеко перешёл в «Ливерпуль». С февраля 2008 года начал появляться на поле в матчах резервного состава клуба. Летом 2009 года продлил своё соглашение с клубом до 2012 года.
В декабре 2009 года сначала вышел на замену в матче Лиги чемпионов с «Фиорентиной», а затем, 26 декабря, дебютировал в чемпионате, сыграв 10 минут против «Вулверхэмптона». В интервью Пачеко сказал, что для него выход на поле «Энфилда» стал лучшим подарком на Рождество, о каком он только мог мечтать.
18 февраля 2010 года Даниэль вышел на двадцать минут встречи против румынской «Унири» в розыгрыше Лиги Европы. В этом матче он отдал голевую передачу на Давида Нгога, который забил победный мяч в этой игре («Ливерпуль» победил 1:0).

### Дальнейшая карьера
Пачеко подписал контракт с клубом «Арис» 25 августа 2021 года в качестве свободного агента и был отчислен клубом 31 января 2022 года.
10 марта 2022 года Пачеко перешел в польский клуб «Гурник Забже».

## Достижения
- Серебряный призёр чемпионата Европы до 19 лет
- Лучший бомбардир чемпионата Европы до 19 лет (4 гола)